# 蒙托尔
蒙托尔（法語：Montaure，法語發音：[mɔ̃tɔʁ]）是法国厄尔省的一个旧市镇，属于莱桑德利区。2017年1月1日，蒙托尔和相邻的托特合并为新市镇泰尔德博尔，并成为政府驻地。

## 地理
蒙托尔（49°14'7"N, 1°5'13"E）面积10.16 平方千米，位于法国诺曼底大区厄尔省，该省份为法国北部内陆省份，北起滨海塞纳省，西接奧恩省和卡爾瓦多斯省，南至厄尔-卢瓦省，东临瓦兹省、瓦兹河谷省和伊夫林省。
与蒙托尔接壤的市镇（或旧市镇、城区）包括：克拉维尔、拉艾马莱尔布、安卡维尔、卢维耶、托特。
蒙托尔的时区为UTC+01:00、UTC+02:00（夏令时）。

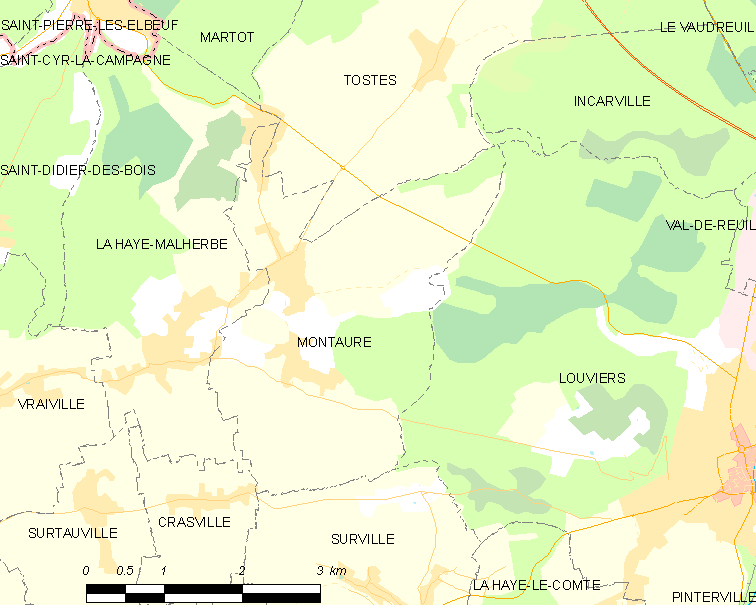
蒙托尔的OSM定位图

## 行政
蒙托尔的邮政编码为27400，INSEE市镇编码为27412。

## 政治
蒙托尔所属的省级选区为蓬德拉尔什县。

## 人口

1962-2008年间蒙托尔人口变化图示

蒙托尔于2018年1月1日时的人口数量为1038人。